# VdBH 25
vdBH 25 è una nebulosa a riflessione visibile nella costellazione delle Vele.
Si individua nella parte nordoccidentale della costellazione, a circa 2° in direzione ovest rispetto alla stella λ Velorum (Suhail); le stelle contenute al suo interno sono di undicesima magnitudine e sono individuabili con un telescopio amatoriale di media potenza. La debole nebulosità invece si rivela nelle foto astronomiche particolarmente sensibili. Il periodo più indicato per la sua osservazione nel cielo serale ricade fra dicembre e aprile; è osservabile tuttavia principalmente dalle regioni australi ed equatoriali.
Secondo il catalogo originale, la nebulosa contiene due componenti stellari principali, indicate come vdBH 25a e vdBH 25b. La componente primaria, vdBH 25b, coincide con la stella V391 Velorum, una variabile Orione situata all'interno della nebulosa e probabilmente connessa con la nube C del Vela Molecular Ridge; questa stella avrebbe una classe spettrale O8.5V e genera un potente fronte di ionizzazione. V391 Velorum fa parte di un'associazione OB denominata Vela R2, situata a circa 700 parsec di distanza; la lettera R sta a indicare la presenza di nebulose a riflessione. La seconda componente invece, vdBH 25a, si troverebbe in realtà a circa 3000 parsec di distanza, ben al di là di ogni altra struttura riconducibile al Vela Molecular Ridge; questa seconda stella, slegata dalla nebulosa a riflessione, sarebbe molto più remota e associata alla nebulosa Gum 19, nota anche come RCW 34, una regione H II situata a circa 3000 parsec di distanza, all'esterno del Braccio di Orione.